# U-361
Unterseeboot 361 foi um submarino alemão do Tipo VIIC, pertencente a Kriegsmarine que atuou durante a Segunda Guerra Mundial.

## Comandantes
| Comandante         | Data                                         |
| ------------------ | -------------------------------------------- |
| Kptlt. Hans Seidel | 18 de dezembro de 1942 - 17 de julho de 1944 |

## Subordinação
Durante o seu tempo de serviço, esteve subordinado às seguintes flotilhas:
| Período                                          | Flotilha                                   |
| ------------------------------------------------ | ------------------------------------------ |
| 18 de dezembro de 1942 - 29 de fevereiro de 1944 | 8. Unterseebootsflottille (treinamento)    |
| 1 de março de 1944 - 17 de julho de 1944         | 11. Unterseebootsflottille (serviço ativo) |

## Operações conjuntas de ataque
O U-361 participou das seguinte operações de ataque combinado durante a sua carreira:
- Rudeltaktik Boreas (29 de fevereiro de 1944 - 10 de março de 1944)
- Rudeltaktik Thor (10 de março de 1944 - 26 de março de 1944)
- Rudeltaktik Blitz (2 de abril de 1944 - 5 de abril de 1944)
- Rudeltaktik Keil (5 de abril de 1944 - 20 de abril de 1944)
- Rudeltaktik Donner & Keil (20 de abril de 1944 - 23 de abril de 1944)
- Rudeltaktik Trutz (28 de junho de 1944 - 10 de julho de 1944)